# 丽贝卡·格雷纳
丽贝卡·格雷纳（英語：Rebecca Greiner，1999年6月13日—），生于昆士兰州，澳大利亚女子曲棍球运动员。她曾代表澳大利亚国家队参加2022年英联邦运动会曲棍球比赛，获得一枚银牌。